# ダン・シュレシンジャー
ダン・シュレシンジャー（英: Dan Schlesinger、1955年 - ）は、アメリカ合衆国生まれ、イギリス在住の画家。
日本語版ハリー・ポッターシリーズの表紙絵と各章の扉絵を描いたことで知られる。日本語や韓国語にも堪能である。

## 経歴
1955年、ニューヨークに生まれる。1970年にはじめて日本を訪れ京都市にホームステイ。1977年にイエール大学卒業し、同年から1980年にかけてマーシャル奨学生としてイギリスのオックスフォード大学に留学した。また、1982年から1985年にかけてハーバード法律大学院へ留学し法を学んだ。1991年から1995年まで弁護士として日本に滞在。
その後、デザイナーの友人の依頼で描いた作品が大きな反響を呼んだことがきっかけとなり、弁護士から画家へ転身するに至る。1995年にイギリスに移住。1997年にリッチモンドにて二人展を開催。以後、多数の個展を開催。1999年、日本語版「ハリー・ポッターと賢者の石」の表紙絵と扉絵を担当する。
またアスリートとしても活躍しており、1982年にはニューヨーク・シティー・マラソンで2時間11分54秒で3位入賞を果たした。1983年にはナイキの招待で、日本で数ヶ月マラソンのトレーニングを重ねた。　

## 作品集
- 『ダン・シュレシンジャーの世界』（文：松岡佑子、2003年4月25日、静山社）